# 纳韦甘蒂斯
纳韦甘蒂斯是巴西圣卡塔琳娜州的一个市镇。总面积111.461平方公里，总人口52638人，人口密度472.3人/平方公里。